# Ernest Cribb
Ernest Frank Cribb (Havant, 4 de agosto de 1885 — Vancouver, 18 de agosto de 1957) foi um velejador canadense, medalhista olímpico. Ele competiu nos Jogos Olímpicos de Verão de 1932 na classe 8 Metre e conquistou a medalha de prata na disputa realizada a bordo do Santa Maria com Ronald Maitland, Peter Gordon, George Gyles, Harry Jones e Hubert Wallace.
Ele trabalhou para a Grand Trunk Railway na região de Klondike e no leste do Canadá. Durante a Segunda Guerra Mundial, ele trabalhou como capataz em um estaleiro onde foram construídos vários navios de guerra. Eventualmente, ele trabalhou como gerente no estaleiro West Coast Salvage & Contracting em Vancouver.